# Cristaloquímica
La cristalinoquímica (del griego κρύσταλλος,  'hielo' y χημεία,  'química') es el estudio de las relaciones entre la composición química de los materiales cristalinos y sus estructuras, así como sus efectos sobre las propiedades físicas. Incluye el estudio de los enlaces químicos, la morfología y la formación de estructuras cristalinas, de acuerdo con las características de los átomos, iones o moléculas, así como su tipo de enlace. De hecho es una disciplina que es el vínculo entre la cristalografía, la química del estado sólido y la física de la materia condensada. Una rama vecina de la cristaloquímica es la química de los complejos.

## Historia
La cristaloquímica se desarrolló a partir de la mineralogía y más adelante de la cristalografía. En el siglo XIX, su desarrollo fue continuado por la invención del "goniómetro de reflexión" (William Hyde Wollaston, 1809), por el descubrimiento del isomorfismo y del polimorfismo (Eilhard Mitscherlich, 1819), así como de la quiralidad (Louis Pasteur, 1848).
A principios del siglo XX, los primeros experimentos de difracción de rayos X (Walter Friedrich, Paul Knipping y Max von Laue, 1912) fueron un paso importante en el análisis sistemático de las estructuras cristalinas. Desde 1923 hasta 1926, Victor Goldschmidt, considerado uno de los fundadores de la cristaloquímica y de la geoquímica, estableció sus principios estructurales para compuestos simples. La regla principal de estos principios es la siguiente: «La estructura cristalina de un material está causada por el tamaño y las propiedades de polarización de sus componentes; estos componentes son átomos (o iones) y grupos de átomos».

## Bases de la cristaloquímica
Victor Goldschmidt y Fritz Laves sentaron los postulados de relleno de reemplazo del espacio para una estructura cristalina estable de energía reticular mínima (los átomos o iones se consideran geométricamente para estos postulados como bolas duras):
- principio espacial: los átomos o iones se apilan de la manera más compacta posible;
- principio de simetría: el cristal posee la más alta simetría posible;
- principio de interacción: cada átomo o ion está rodeado por el mayor número de vecinos como sea posible.

Además, el radio atómico o iónico (que puede variar según el tipo de enlace) influye en la estructura. Por ejemplo, en algunos compuestos como el olivino (Mg,Fe)
2[SiO
4], la estructura cristalina se puede describir como un apilamiento compacto hexagonal de átomos de oxígeno, los otros átomos más pequeños ocupan los sitios octaédricos (átomos de magnesio y de hierro) y los sitios tetraédricos (átomos de silicio).
La naturaleza de los enlaces químicos en un cristal puede ser homodesmática (un tipo predominante de enlace) o heterodesmática (grupos de átomos o complejos estables y aislados, incluidos en una estructura más grande). La pirita FeS
2 es un ejemplo de un compuesto heterodesmático (enlace covalente entre los átomos de azufre, enlace iónico entre el azufre y el hierro).
Las reglas de Pauling se aplican a los cristales iónicos, en los que predominan los enlaces iónicos.

## Métodos experimentales
Los métodos experimentales más importantes en la cristaloquímica son la radiocristalografía (difracción de rayos X, difracción de neutrones, etc.), así como los métodos de la química analítica (como la espectroscopia) y de la química física (determinación de diagramas de fase y [[transición de fase[transiciones de fase]]).

## Clasificación de estructuras cristalinas
La cristalinoquímica agrupa los compuestos mineralógicos en tipos estructurales, que se dividen de acuerdo con su estequiometría y el orden de su descubrimiento. Esta clasificación se basa en la del Strukturbericht desarrollada por  Carl Hermann y Paul Peter Ewald. El orden de los descubrimientos está numerado (1, 2, ...) y la estequiometría se nota mediante una letra:
- A: elementos (por ejemplo,  Au);
- B: compuestos de fórmula AB (NaCl; CsCl; ZnS, wurtzite y blenda);
- C: compuestos de fórmula AB
2 (FeS
2);
- D: compuestos de fórmula A
nB
m (Al
2O
3);
- E: más de dos elementos sin formación de complejo (CaTiO
3);
- F: con un complejo que contiene 2 o 3 átomos (NaNO
2);
- G: con un complejo que contiene 4 átomos (Na
2CO
3);
- H: on un complejo que contiene 5 átomos (Na
2SO
4);
- L: aleaciones (amalgamas);
- M: cristales mixtos (NaCl/AgCl);
- S: silicatos (Al
2SiO
5).

Por ejemplo, C4 es el tipo estructural de rutilo (TiO
2) y E2 que el de ilmenita (FeTiO
3), que puede obtenerse a partir del tipo estructural de α-Al
2O
3, sustituyendo las capas de aluminio de forma alterna por capas de hierro y capas de titanio.
En el caso de los minerales, las clasificaciones utilizadas son la clasificación de Strunz y la clasificación de Dana.